# Kristen terrorism

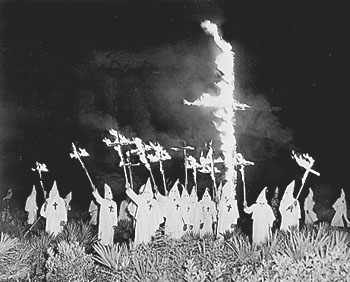
Korsbränning av Ku Klux Klan i Florida, USA i december 1922.

Kristen terrorism är terrorism utövad av grupper eller individer som säger sig vara eller identifieras som anhängare till kristendomen. 
För en del motiveras deras terroraktioner av deras tolkning av kristen tro eller Bibeln. Denna form av terrorism är en vidareutveckling av en politisk tro som gärningsmännen anser är en religiös plikt. En del terrorister använder kristna heliga skrifter och biblisk liturgi som stöd för våld. För andra är kristendomen endast en bidragande faktor till fientlighet och våld mellan olika etniska grupper. 

## Kristna terrorister
Bland grupper och individer ansvariga för kristen terrorism kan nämnas:
- Ku Klux Klan – Samlingsnamn på ett flertal amerikanska terroristorganisationer som förespråkar rasistisk segregation, vit makt och konservativ högerextrem kristendom.[4][5]
- Attentat mot abortkliniker – Inklusive mordbrand, bombningar och mord.[6][7]
- Pinehas prästerskap – Identitetskristna terrorister i USA.[8]
- Army of God - Ett underjordiskt nätverk av amerikanska terrorister som anser att våld som genomför mord och bombningar mot HBTQI-personer och abortkliniker.[9][10]
- Anders Behring Breivik – Norsk högerextrem kulturkristen (ej troende) terrorist och massmördare som utförde terrorattentaten i Norge 2011.[11]
- Herrens motståndsarmé – Östafrikansk acholinationalistiska personkult i norra Uganda och södra Sydsudan som bildades 1987 av Joseph Kony.[12]
- Eastern Lightning, the Church of the Almighty God – Kristen kult i Kina som grundades i Henanprovinsen 1990.[13][14]
- The National Liberation Front of Tripura (NLFT) – Paramilitär kristen rörelse som hoppas kunna skilja sig från Indien och etablera en kristen fundamentalistisk regering i Tripura.[15][16]

## Läs också
- Kristen fundamentalism
- Klerikal fascism
- Islamistisk terrorism
- Sekteriskt våld
- Hatbrott